# Certamen poeticum Hoeufftianum
Le Certamen poeticum Hoeufftianum (appelé également en raccourci Certamen Hoeufftianum) est le plus célèbre des prix littéraires octroyés en faveur de la poésie latine.
Il doit son existence en 1844 à un legs testamentaire du juriste et poète latin néerlandais Jacques Henri Hoeufft (–1843) qui avait légué à cette fin sa fortune à l'Académie d'Amsterdam.
Tous les ans de 1844 à 1978 un jury composé de membres de l'Académie royale néerlandaise des arts et des sciences en a décerné le prix.
Les candidats doivent remettre sous un pseudonyme une œuvre poétique non encore publiée. Les juges (iudicatores) de l'Académie choisissent le travail qui mérite le premier prix et ensuite désignent d'autres productions « dignes de grandes louanges » (magnae laudis)
Le vainqueur reçoit une médaille de 250 grammes d'or et son œuvre est publiée aux frais de l'Académie. Ceux qui ont mérité une « grande louange » voient également leur œuvre publiée, s'ils sont d'accord et veulent que leur nom soit révélé.
Certains poètes furent honorés à plusieurs reprises, tels que l'allemand Hermann Weller (1878–1956), qui reçut treize fois le premier prix et également à plusieurs reprises la « magna laus ». En 1938, Hermann Weller reçut le premier prix pour son poème « Y » (Ypsilon) qui s'attaquait à la politique raciale des Nazis.
De même Giovanni Pascoli (1855–1912), le grand poète italien, reçut treize fois le premier prix et quinze fois la « magna laus » ainsi que Peter Esseiva (1823–1899) treize fois.
Depuis 1978, l'Académie d'Amsterdam n'a plus délivré le prix.

## Liste des lauréats
Liste des poètes ayant reçu la médaille d'or et la « magna laus »
| Année | Médaille d'or                                                                                    | Magna laus |
| ----- | ------------------------------------------------------------------------------------------------ | --- |
| 1845  | Diego Vitrioli, Xiphias                                                                          | nullus |
| 1856  | nullus                                                                                           | Ioannes van Leeuwen, Lycidas ecloga et Musae invocatio |
| 1857  | nullus                                                                                           | Ioannes van Leeuwen, Octaviae querela |
| 1863  | Giuseppe Giacoletti, De lebetis materie et forma eiusque tutela in machinis vaporis vi agentibus | nullus |
| 1864  | Ioannes van Leeuwen, Senis vota pro patria                                                       | Ioannes van Leeuwen, In funere Lycisci; C. Rophoeatici, Fraga |
| 1868  | A. H. A. Ekker, Exeunte Octobri. Ad filiolum                                                     | nullus |
| 1870  | Peter Esseiva, Urania                                                                            | nullus |
| 1872  | Peter Esseiva, Ad iuvenem satira                                                                 | nullus |
| 1873  | Peter Esseiva, Gaudia domestica                                                                  | nullus |
| 1874  | Peter Esseiva, Musa                                                                              | nullus |
| 1875  | Peter Esseiva, Ad procum satira                                                                  | Franciscus Tranquillus Moltedo, Reditus in patriam |
| 1876  | F. Pavesi, Hollandia                                                                             | nullus |
| 1877  | Peter Esseiva, Pastor bonus                                                                      | F. Pavesi, Fasti Insubrici; V. Vaccaro, Thomas Aquinas; Petrus Rosati, Ornithogonia |
| 1878  | F. Pavesi, De Insubrum agricolarum in transatlanticas regiones demigratione                      | Peter Esseiva, Pulices; Petrus Rosati, Fucinus lacus |
| 1879  | Peter Esseiva, Virginis maturioris querelae                                                      | Ioannes van Leeuwen, Homo-simia |
| 1880  | Peter Esseiva, In mulieres emancipatas                                                           | F. Pavesi, Ad Eugeniam Augustam in funere filii |
| 1881  | Ioannes van Leeuwen, Ad Bacchum                                                                  | F. Pavesi, Carmen; Petrus Rosati, Tannereis |
| 1882  | Peter Esseiva, Tobiae iunioris peregrinatio                                                      | Ioannes van Leeuwen, Ad veteres commilitones; Giuseppe Albini, Sponsa nautae |
| 1884  | Peter Esseiva, Juditha                                                                           | Ioannes van Leeuwen, Adolescentis meditatio |
| 1885  | Ioannes van Leeuwen, Venite ad me                                                                | Giuseppe Albini, Ad Vergilium; A. Gasté, Alaricus ingreditur Romam victumque orbem ulciscitur |
| 1886  | Peter Esseiva, Judas Machabaeus                                                                  | Ioannes van Leeuwen, Nupta ad amicam |
| 1887  | Ioannes van Leeuwen, Matris querela                                                              | Peter Esseiva, Esther |
| 1888  | Peter Esseiva, Susanna                                                                           | Ioannes van Leeuwen, Me puero; Giuseppe Albini, Ad urbem Bononiam |
| 1889  | nullus                                                                                           | Andreas Sterza, Adam et Christus; Peter Esseiva, Epistola ad Abraham |
| 1890  | Rudolphus van Oppenraay, Amor                                                                    | nullus |
| 1891  | nullus                                                                                           | Andreas Sterza, Maria virgo in monte Calvariae |
| 1892  | Giovanni Pascoli, Veianius                                                                       | nullus |
| 1893  | nullus                                                                                           | A. Giovannini, Inventa et mores; A. Fabricius, Lanisaponias; Petrus Rosati, Puerilia; Andreas Sterza, Septem fratres Machabaei |
| 1894  | Giovanni Pascoli, Phidyle                                                                        | Andreas Sterza, Poeta a musis Christianis edoctus; R. Carrozzari, Horatia a fratre interfecta; Giovanni Pascoli, Laureolus; Petrus Rosati, Siderhodophylax |
| 1895  | Giovanni Pascoli, Myrmedon                                                                       | Petrus Rosati, Ad Ferdinandum Lessepsum; R. Carrozzari, Lycoris |
| 1896  | Giovanni Pascoli, Cena in Caudiano Nervae                                                        | Petrus Rosati, Podothaumaturgia; Giovanni Pascoli, Castanea |
| 1897  | Giovanni Pascoli, Reditus Augusti                                                                | Jacobus Johannes Hartman, Matris natalicia; Giovanni Pascoli, Jugurtha; Alessandro Zappata, De anguillarum Comaclensium piscatione; Petrus Rosati, In mulieres litteratas |
| 1898  | Jacobus Johannes Hartman, Laus Mitiae                                                            | Giovanni Pascoli, Catullocalvos; J. van der Vliet, Epistula Flori; Jacobus Johannes Hartman, Christus servator; Alessandro Zappata, Ophis et Alcon |
| 1899  | Jacobus Johannes Hartman, Pater ad filium                                                        | R. Carrozzari, Leo gladiator; Petrus Rosati, Myceteis; Alessandro Zappata, Nox Novembris; A. Muccioli, Clytie |
| 1900  | Giovanni Pascoli, Sosii fratres bibliopolae                                                      | Jacobus Johannes Hartman, Sancti Nicolai feriae; L. Graziani, Bicyclula; Alessandro Zappata, De venatione fulicarum; R. Carrozzari, Acte; Petrus Rosati, Pax; Alfredo Bartoli, Extremum votum; Fr. X. Reuss, In hodernum Progressum                                                                                            |
| 1901  | Pieter Helbert Damsté, Patria rura                                                               | Alessandro Zappata, Bucentaurus; A. Sirletti, De hodiernis Romanis bacchanalibus, J. van der Vliet, Marcus filius ad Ciceronem patrem; Alfredo Bartoli, Autumnales feriae |
| 1902  | Giovanni Pascoli, Centurio                                                                       | L. Graziani, In re cyclistica Satan; A. Salvagni, Vulcanus; Alessandro Zappata, Telemachus et Eucharis; Fr. X. Reuss, Rus Albanum; Pieter Helbert Damsté, Hymenaea |
| 1903  | Pieter Helbert Damsté, Feriae aestivae                                                           | A. Sirletti, De excidio urbis S. Petri; A. d'Alès, Juvenilia |
| 1904  | Giovanni Pascoli, Paedagogium                                                                    | Jacobus Johannes Hartman, Cornelius Gallus Parthenio; Pieter Helbert Damsté, Duo signa; Petrus Rosati, De telegrapho acrocodilo; Fr. X. Reuss, Ad Franciam |
| 1905  | Giovanni Pascoli, Fanum Apollinis                                                                | Jacobus Johannes Hartman, Tullius Propertio, Metus inanis, et Protesilaus; A. Sommariva, Aucupium; Petrus Rosati, Krügereis; Pieter Helbert Damsté, Codex |
| 1906  | Luigi Galante, Licinus Tonsor                                                                    | Fr. X. Reuss, Hirundo Alsatina; Petrus Rosati, Ludimagister invita Minerva |
| 1907  | Giovanni Pascoli, Rufius Crispinus                                                               | Giovanni Pascoli, Ultima linea; Fr. X. Reuss, Excidium Correrianum; Petrus Rosati, Rusticatio; Edoardo San Giovanni, Ancilla; Francesco Sofia Alessio, Duo magi; Alessandro Zappata, Lampadephoria |
| 1908  | Alfonso Maria Casoli, Ad conventum Hagensemm de publica pace                                     | Fr. X. Reuss, Claudia vestalis; Petrus Rosati, Vita urbana; Alessandro Zappata, Soterichus; Francesco Sofia Alessio, Vis electrica |
| 1909  | nullus                                                                                           | Giovanni Pascoli, Ecloga XI sive ovis peculiaris; Alfonso Maria Casoli, De regicidio Ulyssiponensi; J. A. Rocco, Aeronavis; A. d'Alès, Puellae Aurelianensi; Fr. X. Reuss, Diluvium; Alessandro Zappata, Multum demissus homo; Franciscus Tranquillinus Moltedo, Amico monita                                                  |
| 1910  | Giovanni Pascoli, Pomponia Graecina                                                              | Edoardo San Giovanni, Oasis; Alessandro Zappata, Cervisia; Vincenzo Ussani, Ecloga Zanclaea; Alfonso Maria Casoli, De agrorum cultura fovenda ad Italis; Iosephus Giannuzzi, De Siciliae et Calabriae excidio carmen; A. Faverzani, Comoedia                                                                                   |
| 1911  | Giovanni Pascoli, Fanum Vacunae                                                                  | Francesco Sofia Alessio, Petronius; C. Morelli, Pascua montium; A. d'Alès, Avia; Giuseppe Albini, Ravenna |
| 1912  | Giovanni Pascoli, Thallusa                                                                       | P. H. Damasté, Solatiolum; Petrus Rosati, Venator; A. Faverzani, Lydia; R. S. Carrozzari, Eunus; Alfredo Bartoli, Villa Syronis; Francesco Sofia Alessio, Plotinus; Fr. X. Reuss, Strages infantium Bethlehemitarum; Fr. J. M. Joseph, Tupac Amaru; J. Caldana, Ad Rhenum fluvium                                              |
| 1913  | R. Carrozzari, Amaryllis                                                                         | Petrus Rosati, In funere Johannis Pascoli; Adolfo Gandiglio, Alumnus Vergilii; H. Padberg, Titanicae interitus; Pieter Helbert Damsté, Alma quies; Francesco Sofia Alessio, Duo insontes; Giuseppe Albini, Aeriae voces; A. Giovannini, Vox patriae                                                                            |
| 1914  | nullus                                                                                           | Alfredo Bartoli, Dies Neptuni festus; C. Morelli, Inquilinus urbis; Alessandro Zappata, Canternus lacus; P. Rasi, Divinum rus; J. Caldana, Divi Titi arci; A. Faverzani, Cyme; Francesco Sofia Alessio, Vitus; Petrus Rosati, Rus-urbs; Carlo Vignoli, Gabriel                                                                 |
| 1915  | Fr. X. Reuss, Mnemosynon                                                                         | C. Morelli, Pueri ludentes; Luigi Galante, Planasia; A. Augias, De margaritis; Alessandro Zappata, Superstes sibi; G. Caldana, Aquileia; A. Faverzani, Satelles; Alfonso Maria Casoli, Pacis augurium; Alfredo Bartoli, Sophronia; Petrus Rosati, Anticato                                                                     |
| 1916  | A. Faverzani, Aviae lychnus                                                                      | Franciscus Tranquillus Moltedo, Civi monita; Francesco Sofia Alessio, Vita rustica; Fr. X. Reuss, Pacis in bello ministri; Carlo Vignoli, Tumulus vacuus |
| 1917  | Francesco Sofia Alessio, Sepulcrum Ioannis Pascoli                                               | Alfredo Bartoli, Dies anno redeunte festus et Nox natalicia; Alfonso Maria Casoli, Ignorati luctus; Fr. X. Reuss, Vivax patriae memoria; A. Augias, De arundine saccharigena; R. Carrozzari, Caecilia et Ultimi Vergilii dies; G. Caldana, Harlemi campus; Francesco Sofia Alessio, Reliquiae; Domenico Migliazza, Fanum Iovis |
| 1918  | nullus                                                                                           | H. Roehl, Epistula novi mariti; Fr. X. Reuss, Pax; Luigi Galante, Flavi ludus; Alessandro Zappata, Bruttius; A. Faverzani, Antigone; Hermann Weller, Psittacus et passer |
| 1919  | Giuseppe Albini, Vercingetorix                                                                   | Francesco Sofia Alessio, Pax natalicia; A. Faverzani, Lygdus ad matrem; Fr. X. Reuss, Epistola senis ad iuvenem |
| 1920  | Francesco Sofia Alessio, Ultimi Tibulli dies                                                     | Hermann Weller, Somnus hibernus; A. Buti, Amadei V laudes; Alfredo Bartoli, Maternus amor; Alessandro Zappata, Pus vaccinum |
| 1921  | Francesco Sofia Alessio, Asterie                                                                 | C. Bianchini, Davi reditus ad inferos; Alfredo Bartoli, Epistola Flori ad Horatium; Alessandro Zappata, Arminius; Alfonso Maria Casoli, Telemachus; Hermann Weller, Regnum paupertatis |
| 1922  | Hermann Weller, Hegesias                                                                         | Alessandro Zappata, Magnus Pan; Francesco Sofia Alessio, Vergilius agello expulsus; Alfonso Maria Casoli, Ecloga novissima; E. de Lorenzi, De velivolo curru |
| 1923  | Hermann Weller, Europa                                                                           | Francesco Sofia Alessio, Spes Vergiliana; Alfonso Maria Casoli, Vergilius et Maecenas; A. Lacourt, Ad Vergilii sepulcrum, V. Polydori, Gallus et Lycoris |
| 1924  | Hermann Weller, Daedalus et Elpenor                                                              | Francesco Sofia Alessio, Pauperrimus bonorum; Carlo Vignoli, Ad cunabula; Alessandro Zappata, Guaschi montis templum |
| 1925  | Hermann Weller, Natale solum                                                                     | Alessandro Zappata, Sirmio; Fr. X. Reuss, Ethnicum fanum in tempum Christianum conversum |
| 1926  | Hermann Weller, Venus et Mars                                                                    | Domenico Migliazza, Deliciae ruris; J. Caldana, Harundo bellica |
| 1927  | Hermann Weller, Vestalis                                                                         | Adolfo Gandiglio, Prope Galaesum; A. d'Alès, Arvernus |
| 1928  | Alessandro Zappata, Mater Iesu et mater Iudae                                                    | Hermann Weller, Lucius; J. Mazza, Quattuor anni tempora; J. Napoleone, Carmen lustrale |
| 1929  | nullus                                                                                           | Hermann Weller, Ad astra; Alfredo Bartoli, Res multum dissonae verbis |
| 1930  | Hermann Weller, Homines primi                                                                    | J. Mazza, Italia renata et Fabularum liber primus; H. N. Veldhuis, Sion |
| 1931  | nullus                                                                                           | J. Mazza, Ver lacrumosum; Francesco Sofia Alessio, Ultimi Ovidii dies; Hermann Weller, Fabius et Cornelia |
| 1932  | nullus                                                                                           | Lodovico Niccolini, Ruris desiderium; L. Lucesole, Eucharisticon |
| 1933  | A. Trazzi, Ruris facies vespere                                                                  | J. Mazza, Caelestia; L. Niccolini, Pietas; Ioannes Baptista Pighi, Epistula ad Murrium Reatinum |
| 1934  | nullus                                                                                           | Hermann Weller, Prometheus |
| 1935  | Hermann Weller, Disceptatio amantium                                                             | Vittorio Genovesi, Roma caput mundi |
| 1936  | Vittorio Genovesi, Hyle                                                                          | J. Favaro, Mors laniata; Francesco Sofia Alessio, Feriae montanae |
| 1937  | nullus                                                                                           | V. Polydori, Prope sacellum Johannis Pascoli; Hermann Weller, Videmus ... in aenigmate; Alfredo Bartoli, Dulce solum et Primus Horatii magister; Vittorio Genovesi, Satanas |
| 1938  | Hermann Weller, Y                                                                                | Hermann Weller, Ara Pacis; Vittorio Genovesi, Communia vitae et Vere novo |
| 1939  | nullus                                                                                           | Vittorio Genovesi, Animi certamen; Giuseppe Morabito, Mysteria rerum |
| 1940  | Hermann Weller, Juventus renovata                                                                | Giuseppe Morabito, De Latinis musis excolendis sermo et Solitudo |
| 1941  | Hermann Weller, Templum divini spiritus                                                          | nullus |
| 1942  | Hermann Weller, Dismas                                                                           | nullus |
| 1943  | Vittorio Genovesi, Taedium vitae                                                                 | Hermann Weller, Peregrina |
| 1944  | nullus                                                                                           | nullus |
| 1945  | nullus                                                                                           | nullus |
| 1946  | nullus                                                                                           | Alfredo Bartoli, De hodierna poesi sermo; Hermann Weller, Campana solemnis |
| 1947  | Vittorio Genovesi, Patrius amor                                                                  | Giuseppe Morabito, Somnium Catulli et Mater; Vittorio Genovesi, Verbum et Nuntiorum publicorum glutinator; A. Bresciani, Vindemia |
| 1948  | nullus                                                                                           | Teodoro Ciresola, Novum aevum; Giuseppe Morabito, Dulces fabulae |
| 1949  | nullus                                                                                           | V. Polydori, Pugiles; Giuseppe Morabito, Iter Syracusas |
| 1950  | N. Martinelli, Valentinianus II                                                                  | Alfredo Bartoli, Filius ad matrem reversus; Teodoro Ciresola, Frater Catulli; Giuseppe Morabito, Matris somnia |
| 1951  | Ioannes Baptista Pighi, Rudens resartus                                                          | N. Martinelli, Drusus III |
| 1952  | Ioannes Baptista Pigato, Nox Pompeiana                                                           | Giuseppe Morabito, Post Forum Appi |
| 1953  | nullus                                                                                           | H. Camaiori, Flos succisus, N. Martinelli, Carmen et error, Ioannes Baptista Pigato, Ludi |
| 1954  | Giuseppe Morabito, Pericula                                                                      | Giuseppe Morabito, Prope Amananum; I. Porcelli, Zuri; Ioannes Baptista Pigato, Epistola ad discipulum |
| 1955  | Domenico Migliazza, Syrus                                                                        | Vittorio Genovesi, Talitha; I. Porcelli, Grammaticus et discipuli; Ioannes Baptista Pigato, Lapurdum |
| 1956  | nullus                                                                                           | J. Porcelli, De vita et moribus ericii; Ioannes Baptista Pigato, Lucretius; Michelangelo Petruzziello, Vetus pistrinum |
| 1957  | Fernando Maria Brignoli, Smaragdus                                                               | J. Porcelli, Decipit frons prima multos; Olindo Pasqualetti, Nova de re rustica inventa; Giuseppe Morabito, Minois aemulus |
| 1958  | nullus                                                                                           | Olindo Pasqualetti, Pellicientis lunae dolus; Fernando Maria Brignoli, Homullus; G. Ambrosi, Iter peractum; J. Porcelli, Castaneas, castaneas tostas |
| 1959  | Fernando Maria Brignoli, Emeriti                                                                 | Matteo Paolillo, Portus; J. B. Pigato, Pax in bello |
| 1960  | Fernando Maria Brignoli, Certamina                                                               | Matteo Paolillo, Atta Navalis; J. B. Pighi, Ecloga XII sive ovis perdita; S. Rauzi, Fluminis symphonia |
| 1961  | nullus                                                                                           | Harry C. Schnur, Iter ad septentriones; Giuseppe Morabito, Ultimus Laërtae dies; Michelangelo Petruzziello, Cicada |
| 1962  | Teodoro Ciresola, Lapsus                                                                         | Matteo Paolillo, Manes; M. Brozek, De fossoris fortuna; Fernando Maria Brignoli, Cometes |
| 1963  | Fernando Maria Brignoli, Comes maior                                                             | Harry C. Schnur, In stultitiam satura; Matteo Paolillo, Turba; G. Zappa, Vis et amor |
| 1964  | nullus                                                                                           | Matteo Paolillo, Successus textor; Teodoro Ciresola, Tres tabernae; Fernando Maria Brignoli, Hortus amorum |
| 1965  | Teodoro Ciresola, Ioannis XXIII somnium                                                          | Fernando Bandini, Sacrum hiemale carmen; Fernando Maria Brignoli, Triclinium |
| 1966  | Giuseppe Morabito, Aetates duae                                                                  | Fernando Maria Brignoli, Paros et Archangelus |
| 1967  | Fernando Maria Brignoli, Rudus album                                                             | Fernando Maria Brignoli, Aegrotus puer |
| 1968  | Fernando Maria Brignoli, Tertulla                                                                | Teodoro Ciresola, Urbinas peregrinatio; Giuseppe Morabito, Sublacensia |
| 1969  | nullus                                                                                           | Fernando Maria Brignoli, Fons pacis; Teodoro Ciresola, Nova aetas; Giuseppe Morabito, Ad astronautas Americanos; Harry C. Schnur, Iuvenalis saturae XVI fragmentum repertum |
| 1970  | nullus                                                                                           | Fernando Maria Brignoli, Iurgium; Jan Novák, Furens tympanotriba; Giuseppe Morabito, Discipuli querela; Teodoro Ciresola, Ostoria Chelidon |
| 1971  | nullus                                                                                           | Teodoro Ciresola, In captivitate Petri |
| 1972  | nullus                                                                                           | Giuseppe Morabito, Apella ad Flaccum |
| 1973  | Teodoro Ciresola, Vetus discipulus                                                               | D. Salvo, Dicitur mare mori |
| 1974  | nullus                                                                                           | Olindo Pasqualetti, Excubans poetae morienti feles; G. Donini, Aiacis laudes; Teodoro Ciresola, Sacrum Graeci praesaepium; Giuseppe Morabito, Vergili reditus |
| 1975  | nullus                                                                                           | Teodoro Ciresola, Pusillus grex |
| 1976  | nullus                                                                                           | Teodoro Ciresola, Van Gogh |
| 1977  | nullus                                                                                           | Fernando Bandini, Niveus nimbus; Teodoro Ciresola, Sub solis ortum; Olindo Pasqualetti, Circus equestris |
| 1978  | nullus                                                                                           | E. Paoletta, Omnia vincit amor; Teodoro Ciresola, Panis; Giuseppe Morabito, Vernum iter; Olindo Pasqualetti, I. H. Hoeufft, poeseos Latinae patronus |